# Thomas E. Bauer
Thomas E. Bauer (Thomas Eduard Bauer; * 15. Juni 1970 in Metten) ist ein deutscher Bariton. Sein Repertoire reicht von den Organa der Notre-Dame-Schule über die klassische Oper bis zur zeitgenössischen Musik.

## Leben und Wirken
Thomas E. Bauer ist in Bernried aufgewachsen und erhielt seine erste musikalische Ausbildung als Mitglied der Regensburger Domspatzen, bei denen er 1990 das Abitur ablegte. Danach studierte er an der Hochschule für Musik und Theater München und war Meisterklassenschüler von Hanno Blaschke und Siegfried Mauser.
1991 war Bauer Mitbegründer und danach langjähriges Mitglied des Vokalsolistenensembles Singer Pur.
Sein Debüt als Opernsänger gab Thomas E. Bauer im Jahr 1997 am Münchner Prinzregententheater unter der Regie von August Everding. Weitere Engagements als Opernsänger hatte er unter anderem bei den Salzburger Festspielen, der Münchener Biennale und der RuhrTriennale. Als Interpret zeitgenössischer Musik gab er Uraufführungen von Werken von Wolfgang Rihm, Luigi Nono und Salvatore Sciarrino.
Bauer gab Konzerte im Gewandhaus Leipzig, im Wiener Konzerthaus, in der Cité de la musique Paris, im Concertgebouw Amsterdam, im Auditorium Chicago und in den Philharmonien von Berlin und Köln. Dabei arbeitete er unter Dirigenten wie Markus Stenz, Steven Sloane, HK Gruber, Philippe Herreweghe, Jos van Immerseel und Iván Fischer.
Eine Konzertreise, die Thomas E. Bauer im Jahr 2004 gemeinsam mit Siegfried Mauser durch Russland, die Mongolei und China unternahm, wurde von dem Filmemacher Klaus Voswinckel unter dem Titel Winterreise – Schubert in Sibirien dokumentarisch festgehalten.
Thomas E. Bauer gab mit seiner früheren Klavier-Partnerin Uta Hielscher im Jahr 2003 ein Liederabend-Debüt in Kyōto, für das sie mit dem Aoyama Music Award ausgezeichnet wurden. Weitere Auftritte hatten sie unter anderem beim Schleswig-Holstein Musik Festival, dem Internationalen Beethovenfest Bonn und der Schubertiade Schwarzenberg. Gemeinsam gründeten sie 2008 das „Kulturwald-Festival“. Sie nahmen mehrere CDs auf.
Das von Bauer angeregte Konzerthaus Blaibach wurde 2014 eröffnet.
2015 sang er an der Mailänder Scala den Stolzius in der Oper Die Soldaten von Bernd Alois Zimmermann. Von 2016 bis 2018 war Bauer Intendant der Festspiele Europäische Wochen Passau.
Anfang 2020 setzte sich Thomas E. Bauer als Intendant der Konzerthalle Blaibach für eine verbesserte Kulturpolitik ein.
Zum 1. Dezember 2021 wurde Thomas E. Bauer als Nachfolger von Cord Meijering zum Direktor der Akademie für Tonkunst in Darmstadt berufen.

## CD-Veröffentlichungen
- 2000: mit Uta Hielscher (Klavier): Mein schöner Stern. Lieder nach Gedichten von Heine, Kerner und Rückert. Ars Musici (Freiburger Musik Forum).
- 2001: mit Uta Hielscher (Klavier): Lieder Opus 10, 21, 27, 41 von Richard Strauss. Ars Musici (Freiburger Musik Forum).
- 2001: mit Frieder Bernius, dem Kammerchor Stuttgart, der Klassischen Philharmonie Stuttgart u. a.: Luigi Cherubini: Messe solenelle No. 2 in d. Carus.
- 2003: mit Uta Hielscher (Klavier): Ich bin der Welt abhanden gekommen. Lieder von Gustav Mahler. Ars Musici (Freiburger Musik Forum).
- 2005: mit Uta Hielscher (Klavier): Liederkreis/Dichterliebe. Lieder von Robert Schumann. Naxos.
- 2006: mit Siegfried Mauser (Klavier): Winterreise – Schubert in Sibirien. Oehmsclassics.
- 2010: mit Jos van Immerseel (Pianoforte): Winterreise. Lieder von Franz Schubert. Zig-Zag Territoires.
- 2010: mit Roberta Invernizzi, Furio Zanasi, La Risonanza: Apollo e Dafne. Glossa.
- 2011: mit Thomas Larcher, Johannes Kalitzke: Vier Toteninseln für Orchester mit zwei Solisten. Aus: Vier Toteninseln and Six Covered Settings von Johannes Kalitzke. Kairos.
- 2013: mit Christoph Spering: Bach: Solokantaten für Bass. Oehmsclassics.
- 2015: mit Jan Kobow, dem Ensemble Jaques Moderne, Gli Incogniti und Amandine Beyer: Markus-Passion von Reinhard Keiser. Mirare/Harmonia Mundi.
- 2017: mit Ralf Otto, dem Bachorchester, dem Bachchor Mainz u. a.: Weihnachtsoratorium von Johann Sebastian Bach. Naxos.
- 2017: mit Giovanni Antonini, Regula Mühlemann, Marie-Claude Chappuis, Maximilian Schmitt und dem Kammerorchester Basel: Beethoven: 9. Sinfonie. Sony.
- 2018: mit Kent Nagano, dem Philharmonischen Staatsorchester Hamburg, Marlis Petersen u. a.: Arche von Jörg Widmann. Live-Mitschnitt der Uraufführung. ECM.

## Sonstige Werke
- Engel, Teufel, Nikolaus. Auf der Suche nach dem verlorenen Bruder. Admit Hub Ref Service Press, 2022, ISBN 979-8-3574788-9-4.

## Auszeichnungen
Thomas E. Bauer wurde mit Kulturförderpreisen der Bayerischen Staatsregierung und der Ernst von Siemens Musikstiftung ausgezeichnet. Er erhielt Preise der Cité Internationale des Arts Paris und des Deutschen Musikwettbewerbs. Im Jahr 2003 erhielt er als erster Sänger den Schneider-Schott-Musikpreis Mainz. Thomas E. Bauer ist ein Solist des Ensembles „Das neue Orchester/Chorus Musicus Köln“ von Christoph Spering, das 2011 mit dem ECHO Klassik ausgezeichnet wurde.